# Sturzkampfgeschwader 163
163-тя ескадра пікіруючих бомбардувальників (нім. Sturzkampfgeschwader 163 (StG 163) — ескадра пікіруючих бомбардувальників Люфтваффе, що існувала у складі повітряних сил вермахту напередодні Другої світової війни. 1 травня 1939 року I. та II./StG.163 перейменовані на I. та III./Sturzkampfgeschwader 2 (StG 2) відповідно.

## Історія
163-тя ескадра пікіруючих бомбардувальників існувала з моменту переформування 1 жовтня 1937 року III./StG 162 на I. групу ескадри. Група була оснащена Henschel Hs 123, пізніше Junkers Ju 87B. 1 листопада 1938 року в Лангензальца з частини 50-ї групи штурмовиків була сформована II. група пікіруючих бомбардувальників 163-ї ескадри. Ця група також була оснащена Henschel Hs 123, пізніше Junkers Ju 87B. 1 травня 1939 року за новою схемою найменування Люфтваффе I. і II./163-ї штурмові авіагрупи стали I. і III. /StG 2 відповідно.

## Командування

### Командири
- не було

### Командири I./StG 163
- майор Александер Голле (1 жовтня 1937 — 1 квітня 1938);
- невідомий (1 квітня 1938 — 1 лютого 1939);
- майор Оскар Дінорт (1 лютого — 1 травня 1939).

### Командири II./StG 163
- гауптман Ернст Отт (1 листопада 1938 — 1 травня 1939).

## Основні райони базування 163-ї ескадри пікіруючих бомбардувальників

### Основні райони базування I./StG 163
| 1 жовтня 1937 — 1 травня 1939 | Бреслау |

### Основні райони базування II./StG 163
| 1 листопада 1938 — 1 травня 1939 | Лангензальца |